# Chaîne d'Oulakhan-Sis
La chaîne d'Oulakhan-Sis (russe : Улахан-Сис) est une chaîne de montagnes de la République de Sakha, en Russie.
Cette chaîne est l'une des régions de Yakoutie où l'on trouve des baïdjarakhs. Des kigilyakhs se trouvent également sur cette chaîne, certaines d'entre elles assez impressionnantes,.

## Géographie

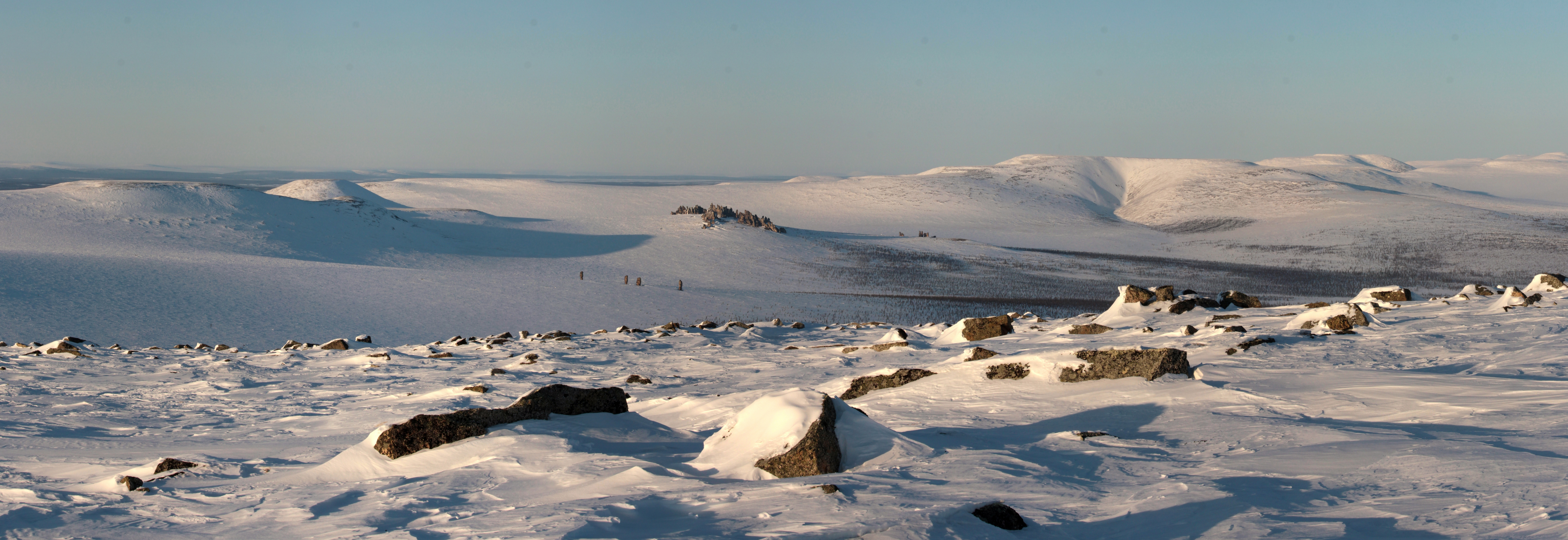
Vue panoramique de la chaîne.

La chaîne d'Oulakhan-Sis s'élève dans les limites sud-est de la plaine de Yana-Indigirka, au nord-ouest et à l'ouest de la plaine de Kolyma et au nord-est de la plaine d'Aby, le long de l'interfluve des rivières Erna et Shandrin au nord-ouest, Shangina au sud, et Khatysty et Arga-Yuryakh au sud-est.
La crête principale s'étend approximativement dans une direction est/ouest depuis l'extrémité ouest de la Suor Uyata (Суор-Уята) à l'est et le cours supérieur de la rivière Sundrun jusqu'à l'Indiguirka sur environ 160 kilomèrtres. Le plus haut sommet, le Vilka, culmine à 754 mètres. Au nord s'élève le plateau de Kondakov, une extension plus basse et plus large de la chaîne. La chaîne de Polousny, prolongement de la chaîne de l'autre côté de la rivière Indigirka, s'étend plus à l'ouest. Au sud s'élève le plateau d'Alazeïa. Les rivières Bolshaya Ercha, affluent de l'Indigirka, et Arga-Yuryakh, du bassin de l'Alazeïa, prennent leur source dans la chaîne.
La chaîne est composée de montagnes de hauteur moyenne, avec des pentes douces et des forêts de mélèzes au fond des vallées.

## Histoire
L'Oulakhan-Sis a été cartographié pour la première fois à l'été 1870 par le géographe et ethnologue Baron Gerhard de Maydell (1835–1894) au cours de ses recherches pionnières sur la Sibérie orientale.
Kular est une colonie abandonnée qui était située dans la zone de la chaîne.